# Marta Villegas
Marta Villegas Montserrat (Barcelona, siglo XX) es una lingüista computacional e investigadora española. Dirige la Unidad de Tecnologías del Lenguaje del Barcelona Supercomputing Center - Centro Nacional de Supercomputación (BSC–CNS).

## Trayectoria
Villegas se doctoró en Lingüística aplicada en 1998 en la Universidad Politécnica de Cataluña (UPC) con la tesis titulada Controlled subjects in Spanish and other "non-strictly local" bounded dependency constructions (Sujetos controlados en español y otras construcciones de dependencia delimitada «no estrictamente locales»), donde analiza cómo las lenguas románicas, como el español, desafían algunos principios de la teoría lingüística HPSG (Head-Driven Phrase Structure Grammar).
Villegas dirige la Unidad de Tecnologías del Lenguaje del Barcelona Supercomputing Center - Centro Nacional de Supercomputación (BSC–CNS) donde trabaja desde 2017. Lidera el proyecto MarIA dentro del BSC–CNS, una iniciativa de acceso abierto diseñada para mejorar la comprensión de la lengua española por parte de los sistemas de inteligencia artificial (IA). Se trata del primer modelo masivo de IA en español de acceso abierto. Su desarrollo se ha basado en una base de datos proporcionada por la Biblioteca Nacional, que contiene 135.000 millones de palabras. MarIA se entrena para aprender a contextualizar el vocabulario, utilizando para ello la potencia del superordenador MareNostrum. 
Además, también lidera AINA, una iniciativa de inteligencia artificial y tecnologías del lenguaje que tiene como objetivo potenciar el uso del catalán en el mundo digital. El proyecto genera y pone a disposición de todos recursos lingüísticos, corpus y modelos informáticos para que los desarrolladores de aplicaciones basadas en IA puedan integrarlos fácilmente en catalán, captado a través de la plataforma Common Voice. Esto incluye asistentes de voz, traductores automáticos, correctores y agentes conversacionales, con el fin de facilitar la interacción en catalán en el ámbito digital.
En enero de 2025 el Gobierno de España presentó ALIA, una iniciativa que agrupa los proyectos dirigidos por Villegas, incluyendo, MarIA y AINA.
Además, Villegas ha publicado numerosos estudios y forma parte del equipo técnico del Plan de Impulso de las Tecnologías del Lenguaje de la Agenda Digital para España.

## Reconocimientos
En 2022, Marta Villegas ganó el Premio Ciudad de Barcelona en la categoría de Ciencias Experimentales y Tecnología por la construcción y desarrollo de los modelos de procesamiento de lenguajes naturales para el catalán y el castellano, AINA y MarIA. El proyecto MarIA liderado por Villegas ha recibido a su vez otros reconocimientos como el premio Archiletras, convocado por la editorial Prensa y Servicios de la Lengua para reconocer los méritos en la promoción, apoyo, investigación y desarrollo de la lengua española y otras del territorio español.